# Grant Riller
Grant Lucas Riller (Orlando, Florida; 8 de febrero de 1997) es un baloncestista estadounidense que pertenece a la plantilla de los Beijing Royal Fighters de la CBA china. Con 1,91 metros de estatura, puede jugar en la posición de base o de escolta.

## Trayectoria deportiva

### Universidad
Riller sufrió una grave lesión en la rodilla previa a su temporada freshman que le hizo perdérsela por completo. Ya recuperado, jugó cuatro temporadas con los Cougars del College of Charleston, en las que promedió 18,7 puntos, 3,3 rebotes, 2,8 asistencias y 1,3 robos de balón por partido. En sus tres últimas temporadas fue incluido en el mejor quinteto de la Colonial Athletic Association, mientras que en su primer año lo fue en el mejor quinteto rookie.

#### Estadísticas
| Año     | Equipo                | PJ       | PT       | MPP      | %TC      | %3P      | %TL      | RPP      | APP      | ROB      | TPP      | PPP      |
| ------- | --------------------- | -------- | -------- | -------- | -------- | -------- | -------- | -------- | -------- | -------- | -------- | -------- |
| 2015–16 | College of Charleston | Redshirt | Redshirt | Redshirt | Redshirt | Redshirt | Redshirt | Redshirt | Redshirt | Redshirt | Redshirt | Redshirt |
| 2016–17 | College of Charleston | 35       | 27       | 27.0     | .486     | .333     | .798     | 2.1      | 1.2      | .9       | .2       | 13.1     |
| 2017–18 | College of Charleston | 33       | 32       | 33.6     | .545     | .394     | .729     | 2.8      | 2.0      | 1.3      | .4       | 18.6     |
| 2018–19 | College of Charleston | 33       | 33       | 35.5     | .538     | .329     | .806     | 3.4      | 4.1      | 1.2      | .1       | 21.9     |
| 2019–20 | College of Charleston | 31       | 31       | 33.5     | .499     | .362     | .827     | 5.1      | 3.9      | 1.6      | .3       | 21.9     |
| Total   | Total                 | 132      | 123      | 32.3     | .519     | .356     | .796     | 3.3      | 2.8      | 1.3      | .3       | 18.7     |

### Profesional
Fue elegido en la quincuagésimo sexta posición del Draft de la NBA de 2020 por los Charlotte Hornets.
El 18 de agosto de 2021, firma un contrato dual con Philadelphia 76ers. Fue despedido en diciembre tras jugar apenas cuatro partidos con el filial de la G League, los Delaware Blue Coats.
El 3 de noviembre de 2022 fue incluido en la lista de jugadores de la noche de apertura de los Texas Legends.

## Estadísticas de su carrera en la NBA

### Temporada regular
| Año     | Equipo    | PJ | PT | MPP | %TC  | %3P  | %TL | RPP | APP | ROB | TPP | PPP |
| ------- | --------- | -- | -- | --- | ---- | ---- | --- | --- | --- | --- | --- | --- |
| 2020-21 | Charlotte | 7  | 0  | 3.9 | .667 | .500 | -   | .1  | .4  | .1  | .0  | 2.6 |
| Total   | Total     | 7  | 0  | 3.9 | .667 | .500 | -   | .1  | .4  | .1  | .0  | 2.6 |